# Дани Трехо
Даниeл „Дани“ Трехо (на английски: Danny Trejo) е американски актьор, роден на 16 май 1944 г. в Лос Анджелис. Той е от мексикански произход.

## Кариера
Трехо израства сред улична престъпност и наркотици и логично се озовава в затвора Сан Куентин. Там става шампион на Калифорния по бокс в лека и средна категория. Докато е в затвора се подлага и на курс за рехабилитация и излекува зависимостта си от наркотиците.
След излизането си от затвора Трехо работи като консултант по наркотиците в екипа на филма Влакът беглец (1985), когато му е предложено участие в снимките на затворническите сцени за филма. Дани се оказва познат от затвора с автора на сценария на филма – Едуард Бънкър, който спомняйки си за неговите боксови умения му предлага да консултира Ерик Робъртс (една от звездите на филма) за боксовите сцени. Режисьорът Андрей Кончаловски харесва работата на Трехо и му предлага малка роля като боксьор.
Трехо се занимава и с озвучаване, като първата му работа е по видеоиграта Grand Theft Auto: Vice City (2002) в ролята на Умберто Робина.

## Избрана филмография
- „Влакът беглец“ („The Runaway Train“, 1985)
- „Зад решетките“ („Lock Up“, 1989)
- „Жега“ („Heat“, 1995)
- „От здрач до зори“ („From Dusk Till Dawn“, 1996)
- „Анаконда“ („Anaconda“, 1997)
- „От здрач до зори 2: Тексаски кървави пари“ („From Dusk Till Dawn 2: Texas Blood Money“, 1999)
- „Деца шпиони“ („Spy Kids“, 2001)
- „Трите хикса“ („xXx“, 2002)
- „Соленото езеро“ („The Salton Sea“, 2002)
- „Водещият“ („Anchorman: The Legend of Ron Burgundy“, 2004)
- „Усмивчица“ („Smiley Face“, 2007)
- „Хелоуин“ („Halloween“, 2007)
- „Бибрутално“ („Grindhouse“, 2007)
- „Мачете“ („Machete“, 2010)
- „Деца шпиони: Краят на времето“ („Spy Kids: All the Time in the World“, 2011)
- „Коледа с Харолд и Кумар“ („A Very Harold & Kumar Christmas“, 2011)
- „Мачете убива“ („Machete Kills“, 2013)
- „Мъпетите 2“ („Muppets Most Wanted“, 2014)
- „Книгата на живота“ („The Book of Life“, 2014)
- „Щъркели“ („Storks“, 2016)
- „Смъртоносна надпревара 4: Отвъд анархията“ („Death Race: Beyond Anarchy“, 2018)
- „Дора и градът на златото“ („Dora and the Lost City of Gold“, 2019)
- „Спондж Боб: Гъба беглец“ („The SpongeBob Movie: Sponge on the Run“, 2020)
- „Миньоните 2“ („Minions: The Rise of Gru“, 2022)